# Epi-Jomoncultuur
De Epi-Jomoncultuur  (Japans: 続縄文 時代 時代, ook: Post-Jomon of Zoku-Jōmon-periode, "doorgaande koordkeramiekperiode") was de voortzetting van de Jomoncultuur in Noord-Tohoku en Hokkaido ten tijde van de Yayoi- en Kofun-periode in het zuiden van Japan (ca. 340 v.Chr. tot 700 AD). De Epi-Jomoncultuur maakte op haar beurt plaats voor de Satsumoncultuur ("geborsteld" of "gekerfd aardewerk") rond de 7e eeuw, of in de Naraperiode (710-794).
De "Yayoiisering" van noordoostelijk Honshu vond plaats tijdens de Midden-Yayoiperiode. De term Epi-Jomon wordt dan gebruikt voor die bevolkingsgroepen in Hokkaido die niet door de Yayoi geassimileerd werden. Ondanks de elementen van continuïteit die door de naam benadrukt worden, zoals de voortgaande productie van koordgedecoreerd aardewerk, doorgaand gebruik van stenen werktuigen en het ontbreken van de overgang naar op rijst gebaseerde landbouw, alle Jomon-kenmerken, zag de Epi-Jomonperiode toch een sterke verandering in mobiliteits- en zelfvoorzieningspatronen.